# Exposición Nacional de 1872
La Exposición Nacional de 1872 se realizó en el Parque de la Exposición de Lima entre julio y octubre de 1872 con el propósito de atraer inversión extranjera, demostrar el progreso del Perú y conmemorar los cincuenta años de la independencia del Perú.
El edificio y las instalaciones creados para la Exposición fueron posteriormente reutilizados y actualmente forman parte de un espacio público de la ciudad de Lima.

## Historia
El presidente peruano José Balta había ordenado la demolición de las murallas de Lima en 1870 y la creación del Parque de la Exposición para albergar la exposición. El proyecto fue impulsado por el escritor Manuel Atanasio Fuentes quien movilizó a los sectores influyentes de la capital como medio de promocionar el país y atraer inversiones.

### Comisión
Para llevar a cabo el proyecto, se nombró una comisión especial presidida por el expresidente peruano Manuel Ignacio de Vivanco. e integrada por políticos y personalidades notables como el rector de la Universidad Mayor de San Marcos Juan Antonio Ribeyro, el alcalde de Lima Manuel Pardo y Lavalle, Antonio Raimondi, el comerciante guanero Julián de Zaracondegui y el marino español Ramón Azcarate. Posteriormente se unió el arquitecto italiano Antonio Leonardi, autor de los planos del Palacio de la Exposición, Luis E. Albertini, y el botánico alemán Juan Verschaffelt. Estos dos últimos fueron comisionados a Europa para adquirir muebles y objetos para embellecer los espacios de la exposición.

### Ubicación
La comisión debatió, desde septiembre de 1869, importantes asuntos somo el emplazamiento de la exposición, eligiéndose los terrenos del antiguo fundo Matamandinga, que lindaba con el antiguo camino a Chorrillos, hoy Vía Expresa, perteneciente a la marquesa de San Miguel. El gobierno peruano adquirió el terreno el 7 de octubre de 1869.

### Obras
Las obras se iniciaron en 1870, aunque sufrieron diversas demoras debido a que los materiales tardaron en llegar, así como la insuficiencia del presupuesto asignado, que finalmente fue de 2 millones de soles. No estuvo exenta de críticas por parte de algunos políticos que consideraron un despilfarro el levantar un edificio para una exposición temporal. En los trabajos de construcción participaron inmigrantes chinos, algunos de ellos fallecieron en las obras y fueron enterrados en el mismo parque, existiendo un pequeño cementerio.
El Palacio estuvo terminado a finales de 1871. Además se construyeron diversos pabellones, kioskos, glorietas y fuentes ornamentales.

### Inauguración y clausura
El 1 de julio de 1872 se inauguró oficialmente con la presencia del presidente Balta y altas personalidades del país. Previamente, desde enero de ese año, el lugar ya era visitado por los vecinos limeños. En los discursos inaugurales ya se mencionaba la intención de un posible uso de las instalaciones como parque público, zoológico y museo nacional. El evento se vio ensombrecido por la rebelión de los hermanos Gutiérrez y el asesinato del presidente Balta, el 26 de julio, por parte de los amotinados.
La exposición duró tres meses, siendo clausurada el 5 de octubre. A pesar de los sucesos políticos y el magnicidio, el lugar se convirtió en el lugar preferido para los paseos de los limeños.

## Descripción

### Ingreso y parque exterior
El visitante podía ingresar por una de las tres puertas monumentales del espacio y jardín de 192.000 metros cuadrados. La principal, que se ubicaba frente al Panóptico, estaba coronada por una estatua de la libertad y el escudo nacional, y solo era abierta para momento especiales. Las otras dos puertas laterales fueron se llamaron Vivanco y Santa María, en honor al expresidente y al ministro de Balta. El parque exterior, que era el primer espacio visitable, tenía una fuente central con la escultura de bronce de Neptuno, obra del artista francés Gabriel Vital Dubray, y dos edificios: una sala de refrescos y licores hecho con columnas de hierro, y un teatro con capacidad para 250 personas.

### El Palacio y parque interior
Una vez atravesado el parque exterior se encontraba el edificio principal, el Palacio de la Exposición, de estilo neorrenacentista y dos plantas, que contenía diversos objetos arqueológicos en vitrinas para que los visitantes los admirasen, así como pinturas como Los funerales de Atahualpa de Luis Montero o la pintura alegórica El Perú libre y soberano amigo de todas las naciones aunque independiente de ellas. Otro edificio importante era el Salón de máquinas, donde se exponía maquinaria y motores de la Exposición Permanente de Industrias.

## Galería

### Edificios en la actualidad
|                  |
| Pabellón morisco |

|                    |
| Pabellón bizantino |

|                   |
| Fuente de Neptuno |